# Bogdan Stancu
Bogdan Sorin Stancu (n. 28 iunie 1987, Pitești, România) este un fotbalist român liber de contract, care joacă pe post de atacant. Pe plan internațional, are prezențe la națională pentru România Sub-21 și România.

## Viața personală și familia
S-a născut în Pitești unde a absolvit Școala 13 din Pitești.Fratele jucătorului Bogdan Stancu,Valentin, este antrenor secund al formației din Liga a IV-a, AS Viitorul Ștefănești 2007, după ce în trecut a pregătit o echipă din Liga a V-a, din județul Olt.

## Cariera

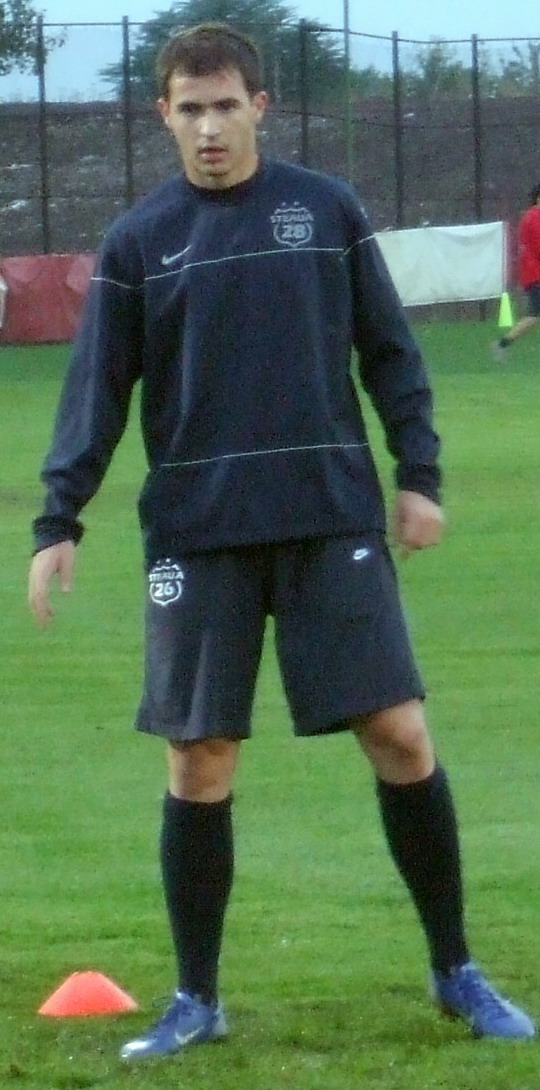
Stancu la Steaua

A fost descoperit la un trial de antrenorul Mihăiță Ianovschi care l-a dus la echipa de juniori a clubului FC Argeș Pitești. În 2005 a fost promovat în lotul mare al echipei de către antrenorul Sorin Cârțu. A fost apoi împrumutat la Dacia Mioveni în Divizia B. După un sezon în care a marcat trei goluri în 12 meciuri, a revenit la FC Argeș, iar la 19 ani și-a făcut debutul în Divizia A, într-un meci împotriva Stelei București.
În vara anului 2006, Sorin Cârțu a demisionat de la conducerea echipei, locul său fiind luat de fostul internațional italian Giuseppe Giannini care a decis să renunțe la Bogdan Stancu și la Robert Neagoe. Stancu a ajuns înapoi la Dacia Mioveni, dar în aceeași vară a fost în cele din urmă cumpărat de Unirea Urziceni.
În mai 2008 a fost cumpărat de Steaua și a intrat imediat în primul 11 al bucureștenilor, chiar marcând patru goluri în primele cinci meciuri ale noului sezon din Liga I. A încheiat sezonul 2008-2009 cu 11 goluri, fiind golgheter al Stelei, alături de grecul Pantelis Kapetanos.
A debutat în naționala României la data de 11 august 2010, într-un meci amical împotriva Turciei.
La 20 ianuarie 2011, a semnat un contract pentru cinci sezoane cu Galatasaray Istanbul care a plătit în schimbul său cinci milioane de euro.

## Performanțe internaționale
A jucat pentru Steaua București în grupele UEFA Champions League, contabilizând 4 meciuri, și în UEFA Europa League, unde a marcat 6 goluri în 9 meciuri.

## Statistici
| Echipă          | Sezon         | Ligă    | Ligă   | Cupă    | Cupă   | Competiții europene | Competiții europene | Altele  | Altele | Total   | Total  |
| Echipă          | Sezon         | Meciuri | Goluri | Meciuri | Goluri | Meciuri             | Goluri              | Meciuri | Goluri | Meciuri | Goluri |
| --------------- | ------------- | ------- | ------ | ------- | ------ | ------------------- | ------------------- | ------- | ------ | ------- | ------ |
| FC Argeș        | 2005–06       | 7       | 0      | 0       | 0      | 0                   | 0                   | 0       | 0      | 7       | 0      |
| FC Argeș        | Total         | 7       | 0      | 0       | 0      | 0                   | 0                   | 0       | 0      | 7       | 0      |
| Dacia Mioveni   | 2005–06       | 12      | 3      | 0       | 0      | 0                   | 0                   | 0       | 0      | 12      | 3      |
| Dacia Mioveni   | Total         | 12      | 3      | 0       | 0      | 0                   | 0                   | 0       | 0      | 12      | 3      |
| Unirea Urziceni | 2006–07       | 20      | 5      | 2       | 0      | 0                   | 0                   | 0       | 0      | 22      | 5      |
| Unirea Urziceni | 2007–08       | 29      | 6      | 2       | 0      | 0                   | 0                   | 0       | 0      | 31      | 6      |
| Unirea Urziceni | Total         | 49      | 11     | 4       | 0      | 0                   | 0                   | 0       | 0      | 53      | 11     |
| Steaua          | 2008–09       | 29      | 11     | 1       | 0      | 5                   | 0                   | 0       | 0      | 35      | 11     |
| Steaua          | 2009–10       | 25      | 8      | 1       | 0      | 9                   | 6                   | 0       | 0      | 35      | 14     |
| Steaua          | 2010–11       | 18      | 13     | 1       | 0      | 8                   | 3                   | 0       | 0      | 27      | 16     |
| Steaua          | Total         | 72      | 32     | 3       | 0      | 22                  | 9                   | 0       | 0      | 97      | 41     |
| Galatasaray     | 2010–11       | 8       | 1      | 1       | 1      | 0                   | 0                   | 0       | 0      | 9       | 2      |
| Galatasaray     | Total         | 8       | 1      | 1       | 1      | 0                   | 0                   | 0       | 0      | 9       | 2      |
| Total carieră   | Total carieră | 143     | 47     | 8       | 1      | 22                  | 9                   | 0       | 0      | 173     | 57     |

Actualizat la data de 6 februarie 2011.

## Goluri la echipa națională

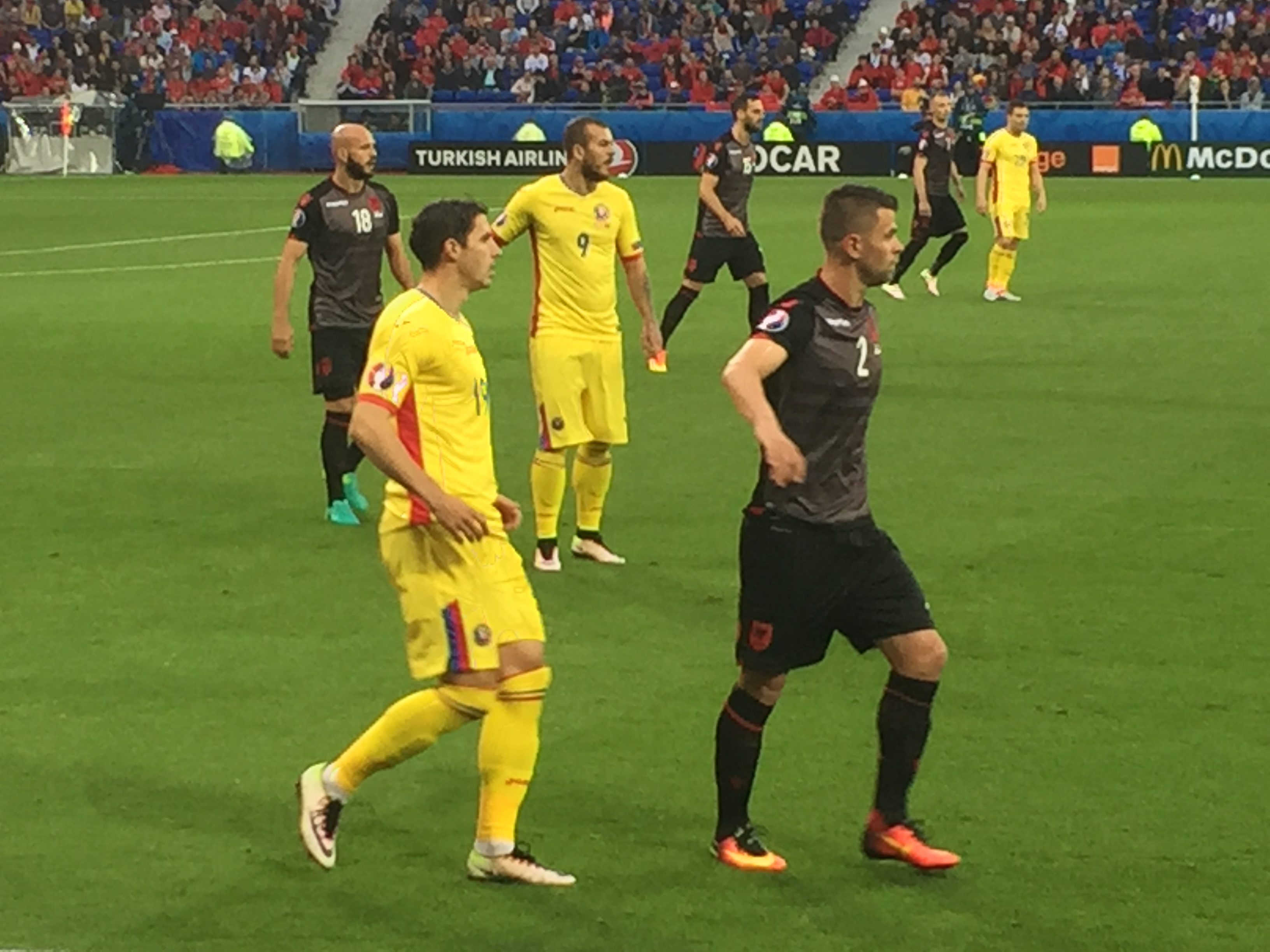
Stancu la Euro 2016

| #  | Dată              | Stadion                                               | Adversar  | Scor | Rezultat | Competiție                                             |
| -- | ----------------- | ----------------------------------------------------- | --------- | ---- | -------- | ------------------------------------------------------ |
| 1  | 3 septembrie 2010 | Stadionul Ceahlăul, Piatra Neamț, România             | Albania   | 1–0  | 1–1      | Calificări pentru Campionatul European 2012            |
| 2  | 29 februarie 2010 | Arena Națională, București, România                   | Uruguay   | 1–1  | 1–1      | Meci amical                                            |
| 3  | 6 februarie 2010  | Estadio Olimpico Málaga, Málaga, Spania               | Australia | 2–2  | 3–2      | Meci amical                                            |
| 4  | 14 august 2013    | Arena Națională, București, România                   | Slovacia  | 1–0  | 1–1      | Meci amical                                            |
| 5  | 11 octombrie 2013 | Estadio Comunal de Aixovall, Andorra                  | Andorra   | 0–2  | 0–4      | Calificări pentru Campionatul Mondial 2014             |
| 6  | 15 noiembrie 2013 | Giorgios Karaiskakis, Pireu, Grecia                   | Grecia    | 1–1  | 3-1      | Play-Off Campionatul Mondial 2014                      |
| 7  | 14 octombrie 2014 | Stadionul Olimpic, Helsinki, Finlanda                 | Finlanda  | 0–1  | 0–2      | Preliminariile Campionatului European de Fotbal 2016   |
| 8  | 14 octombrie 2014 | Stadionul Olimpic, Helsinki, Finlanda                 | Finlanda  | 0–2  | 0–2      | Preliminariile Campionatului European de Fotbal 2016   |
| 9  | 17 noiembrie 2015 | Renato Dall'Ara, Bologna, Italia                      | Italia    | 0–1  | 2–2      | Meci amical                                            |
| 10 | 10 iunie 2016     | Stade de France, Saint-Denis, Franța                  | Franța    | 1–1  | 2–1      | Turneul final al Campionatului European de Fotbal 2016 |
| 11 | 15 iunie 2016     | Parc des Princes, Paris, Franța                       | Elveția   | 1–0  | 1–1      | Turneul final al Campionatului European de Fotbal 2016 |
| 12 | 8 octombrie 2016  | Stadionul Republican Vazgen Sargsian, Erevan, Armenia | Armenia   | 0–1  | 0–5      | Calificările pentru Campionatul Mondial 2018 (UEFA)    |
| 13 | 10 iunie 2017     | Stadionul Național, Varșovia                          | Polonia   | 3–1  | 3–1      | Calificările pentru Campionatul Mondial 2018 (UEFA)    |